# Kim Yeon-Ji
Kim Yeon-Ji (12 de mayo de 1981) es una deportista surcoreana que compitió en taekwondo. Ganó dos medallas de oro en el Campeonato Mundial de Taekwondo en los años 2001 y 2003, y una medalla de oro en los Juegos Asiáticos de 2002.

## Palmarés internacional
| Campeonato Mundial | Campeonato Mundial                | Campeonato Mundial | Campeonato Mundial |
| Año                | Lugar                             | Medalla            | Categoría          |
| ------------------ | --------------------------------- | ------------------ | ------------------ |
| 2001               | Jeju (Corea del Sur)              | Medalla de oro     | –63 kg             |
| 2003               | Garmisch-Partenkirchen (Alemania) | Medalla de oro     | –63 kg             |
| Juegos Asiáticos   |                                   |                    |                    |
| Año                | Lugar                             | Medalla            | Categoría          |
| 2002               | Busan (Corea del Sur)             | Medalla de oro     | –63 kg             |